# Skarvskjæran
 (février 2022).
 (février 2022).
Skarvskjæran est un îlot de Norvège située dans la commune de Sør-Varanger dans la mer de Barents. 